# Calu Rivero

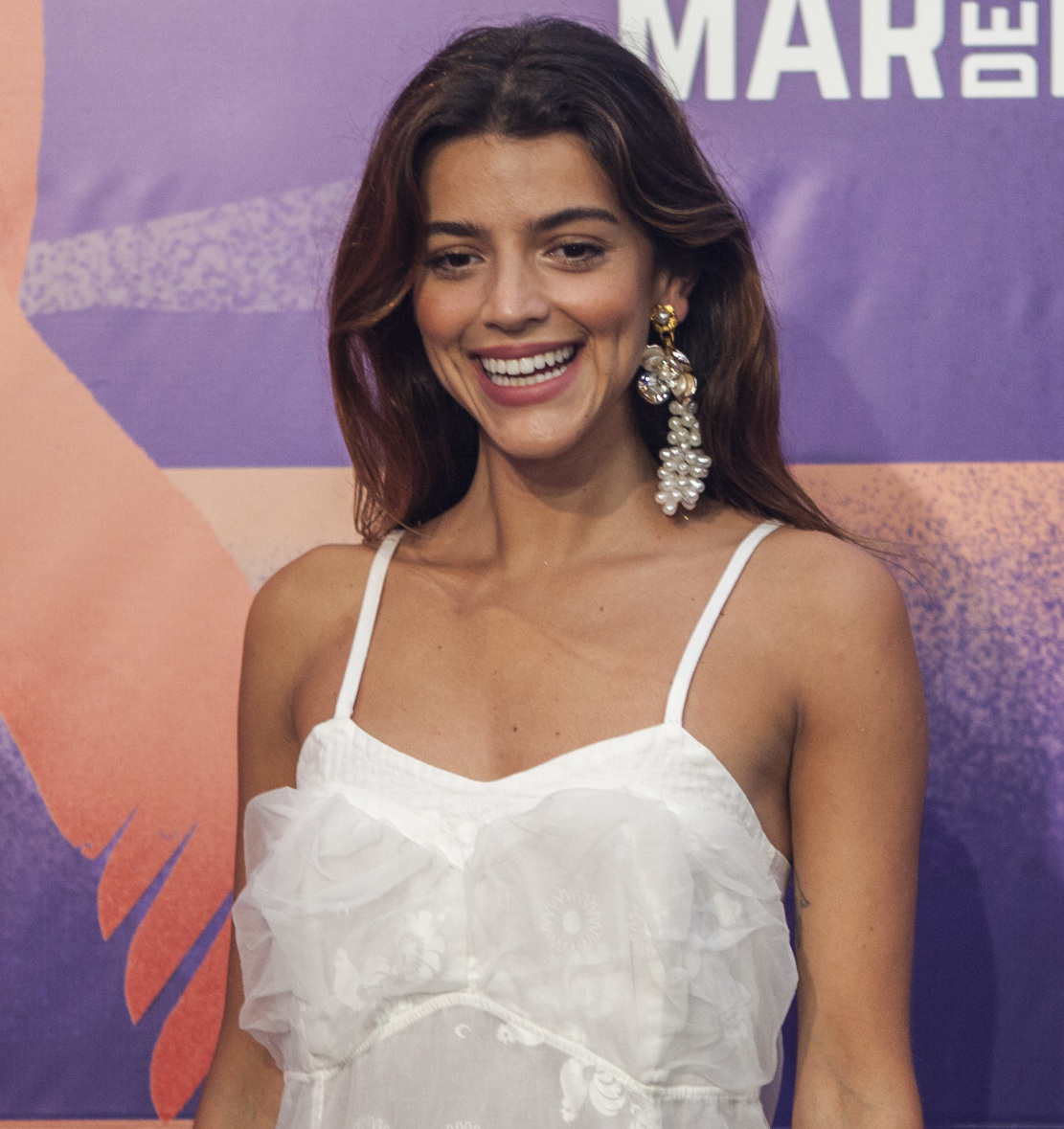
Calu Rivero (2018)

Carla Soledad Rivero, auch als Dignity bekannt, (* 5. April 1987 in Recreo, Catamarca, Argentinien) ist eine argentinische Filmschauspielerin, Model und Designerin. 

## Leben
Im Alter von sechs Jahren zogen ihre Eltern gemeinsam mit ihr nach Córdoba, weil die Eltern planten, ein Modegeschäft zu eröffnen. Bis zu ihrem 19. Lebensjahr moderierte sie eine TV-Serie über Mode und Trends. Von 2010 bis 2012 war sie mit Emmanuel Horvilleur in einer Beziehung.

## Karriere

### Filmkarriere
Mit 19 Jahren zog Rivero nach Buenos Aires. Sie gab ihr Debüt in der Telenovela "Son de Fierro", wo sie gemeinsam mit María Valenzuela auftrat. Ihr Durchbruch gelang ihr 2007 in der Telenovela Patito Feo. Die TV-Serie wurde in mehr als 30 Ländern in Lateinamerika, Europa und Israel ausgestrahlt. Die Serie wurde für den Emmy Award nominiert und bei den Martín Fierro Awards als beste Kinderliteratur ausgezeichnet. 2010 wurde sie für ihre Leistungen in der Serie "Alguien que me quiera" nominiert. 2013 trat sie im Film "Tesis sobre un homicidio" auf. Für ihre Leistungen in der Telenovela "Mis amigos de siempre" wurde Rivero ein weiteres Mal 2014 für den Martin Fierro nominiert.

### Modelkarriere
2016 trug Rivero die olympische Fackel. Im selben Jahr trat sie bei einer von Karl Lagerfeld organisierten Modenschau auf.

## Filmografie
- 2007: Son de Fierro (TV-Serie, 18 Folgen)
- 2007–2008: Patito feo (TV-Serie, 163 Folgen)
- 2008: Casi ángeles (TV-Serie, 1 Folge)
- 2009: Champs 12 (TV-Serie: 127 Folgen)
- 2010: Alguien que me quiera (TV-Serie, 77 Folgen)
- 2011: The One (TV-Serie, 139 Folgen)
- 2011: Atrapados (TV-Serie, 81 Folgen)
- 2012: Candy Love (TV-Serie, 261 Folgen)
- 2013: Thesis on a Homicide
- 2013–2014: Mis amigos de siempre (TV-Serie, 158 Folgen)
- 2018: Sandro de América (TV Mini-Serie, 2 Folgen)
- 2018: Miss Bolivia: Paren de Matarnos (Kurzvideo)
- 2019: Campanas en la noche (TV-Serie, 80 Folgen)
- 2019: El Sonido de los Tulipanes
- 2017: 3:32 (Kurzfilm)